# Carabus chaudoiri
Carabus (Morphocarabus) chaudoiri – gatunek chrząszcza z rodziny biegaczowatych i podrodziny Carabinae.

## Taksonomia
Gatunek ten został opisany w 1847 roku przez Frédérica Auguste'a Geblera, a jego epitet gatunkowy nadany został na cześć Maximiliena Chaudoira. Jako lokalizację typową wskazano na etykiecie lektotypu góry Ałtaj, zaś w opisie Geblera Ałatau Kuźniecki i rzekę Kan, obie te lokacje są od siebie bardzo oddalone i brak pewności która jest prawidłowa. Przez Breuninga gatunek ten umieszczany był w sekcji Eucarabus, a przez Jakobsona w sekcji Diocarabus. Ostatecznie w podrodzaju  Morphocarabus umieścił go Thierry Deuve.

## Opis
Ciało długości od 18,2 do 24,2 mm. Jego barwa może być jednolicie czarna, czarna z mosiężnym lub zielonym połyskiem, ciemnomosiężna, cimenomiedziana, mosiężna, czarniawo-mosiężna, zielona lub zielonkawo-mosiężna. Rudobrązowe są żuwaczki i pazurki, a niekiedy też golenie i wierzchołki czterech pierwszych członów czułków. Spód ciała czarny lub czarniawo-brązowy. Podbródek z dwoma lub czterema szczecinkami, a przedostatni człon głaszczków wargowych z dwoma. Boczne płaty bródki dłuższe od jej środkowego ząbka. Przedtułów poprzeczny, około środka najszerszy. Przedplecze wypukłe, grubo i gęsto punktowane, bokami i z tyłu grubo pomarszczone, o wyraźnej linii środkowej, płytkich i wewnątrz grubo pomarszczonych dołeczkach przypodstawowych, bokach wąsko obrzeżonych, a tylnych kątach krótkich, równomiernie zaokrąglonych i nieco ku dołowi zagiętych. Pokrywy najszersze za środkiem, owalne do podłużno-owalnych, o bokach szeroko obrzeżonych, a ramionach nieco wystających. Rzędy pokryw grubo punktowane. Dołeczki pierwszorzędowe na pokrywach wyraźne. Międzyrzędy pierwszorzędowe na całej długości przerywane na krótkie i długie "ogniwa łańcuszka", a drugorzędowe i trzeciorzędowe analogicznie przerywane tylko na części lub na całej długości. Edeagus prawie wcale niezróżnicowany między podgatunkami, silnie zakrzywiony w pobliżu nasady, prawie prosty w części dystalnej i wyposażony w wąską blaszkę wierzchołkową

## Występowanie
Biegacz ten zasiedla tundrę, zarówno nizinną jak i górską, tundrę lesistą oraz górskie lasy modrzewiowe na rzędnych od 1000 po 2600 m n.p.m..
Chrząszcz palearktyczny, znany z Mongolii i Rosji, rozprzestrzeniony od Półwyspu Czukockiego i Jakucji po góry południowo-wschodniej Syberii i północną Mongolię. Jeżeli włączać w skład tego gatunku C. michailovi w randze podgatunku, jak chcą niektórzy autorzy, to w jego zasięg wchodził będzie również Kazachstan.

## Systematyka
Gatunek ten według bazy Carabidae of the World dzieli się na 8 podgatunków:
- Carabus chaudoiri beladici Obydov, 2001
- Carabus chaudoiri chaudoiri Gebler, 1847
- Carabus chaudoiri czadanicus Obydov, 1997
- Carabus chaudoiri juliae Obydov, 2002
- Carabus chaudoiri marusiki Obydov, 1997
- Carabus chaudoiri mongolorum Csiki, 1927
- Carabus chaudoiri shilenkovi O.Berlov, 1989
- Carabus chaudoiri zaikai Obydov, 1999

Z kolei Bernard Lassalle stosuje podział na 4 podgatunki i 6 nacji:
- Carabus chaudoiri chaudoiri Gebler, 1847
  - Carabus chaudoiri chaudoiri n. chaudoiri Gebler, 1847
  - Carabus chaudoiri chaudoiri n. mongolorum Csiki, 1927
- Carabus chaudoiri michailovi Kabak et Makarov, 1992
- Carabus chaudoiri beladici Obydov, 2001
- Carabus chaudoiri shilenkovi O.Berlov, 1989
  - Carabus chaudoiri shilenkovi n. shilenkovi Berlov, 1989
  - Carabus chaudoiri shilenkovi n. czadanicus Obydov, 1997
  - Carabus chaudoiri shilenkovi n. marusiki Obydov, 1997
  - Carabus chaudoiri shilenkovi n. zaikai Obydov, 1999